# Hohgant
Der Hohgant ([ˌhoːˈɡant]) ist ein Gebirgsstock der Emmentaler Alpen im Schweizer Kanton Bern. 

## Lage
Der Berg liegt etwa 12 km nordnordöstlich von Interlaken (Luftlinie) im hinteren Emmental. Anteil am Massiv des Hohgant haben die Gemeinden Habkern, Schangnau und Eriz.
Das Hohgantmassiv besteht aus einer 7 km langen Bergkette, die in Richtung Westsüdwest-Ostnordost orientiert ist. Die Hauptgipfel sind von West nach Ost: Trogehorn (1973 m ü. M.), Hohgant West (2070 m ü. M.), Hohgant (Steinigi Matte, 2164 m ü. M.), Furggegütsch ([ˈfʊrkəˌɡʏtʃ]; mit 2197 m ü. M. der höchste Gipfel des Bergstocks), Jurtenfluh West (1934 m ü. M.) und Ost (1950 m ü. M.), und Brünneligrind (1790 m ü. M.). Begrenzt wird der Hohgant im Südosten, Osten und Norden vom Flusslauf der Emme, die im Gebiet zwischen dem Hohgant und dem Augstmatthorn entspringt, im Westen vom Talkessel von Eriz, im Südwesten vom Grüenebergpass (Saumpass) und im Süden vom Talkessel des Troubachs. Nach Nordosten setzt sich die Randkette des Hohgant jenseits der tief eingeschnittenen Emme in der Schrattenfluh fort; im Südwesten leitet der Grüenebergpass zu den Sibe Hängste über. Gegen Norden und Westen fällt der Hohgant mit zerklüfteten Felswänden sehr steil ab, während gegen Süden wesentlich geringere Hangneigungen vorherrschen.

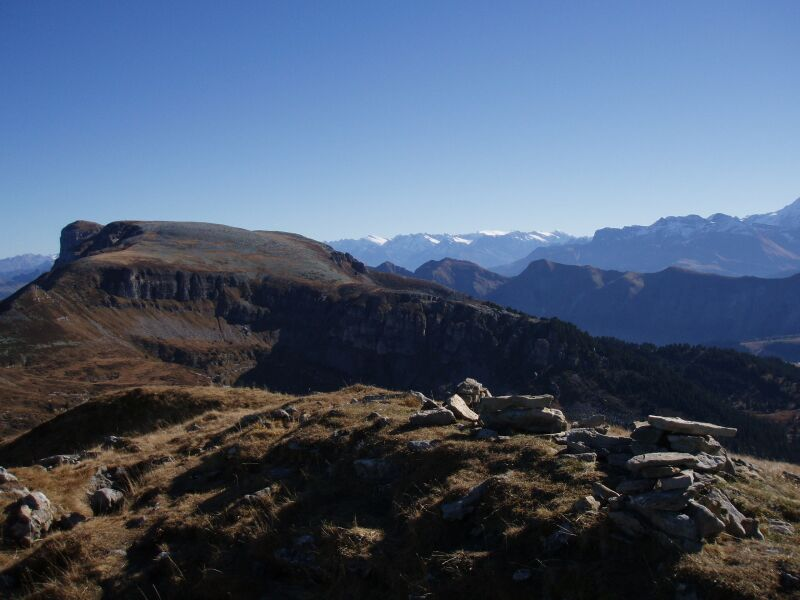
Blick vom Hohgant West zur Steinigen Matte und zum Furggengütsch (ganz links), im Hintergrund die Berner Alpen

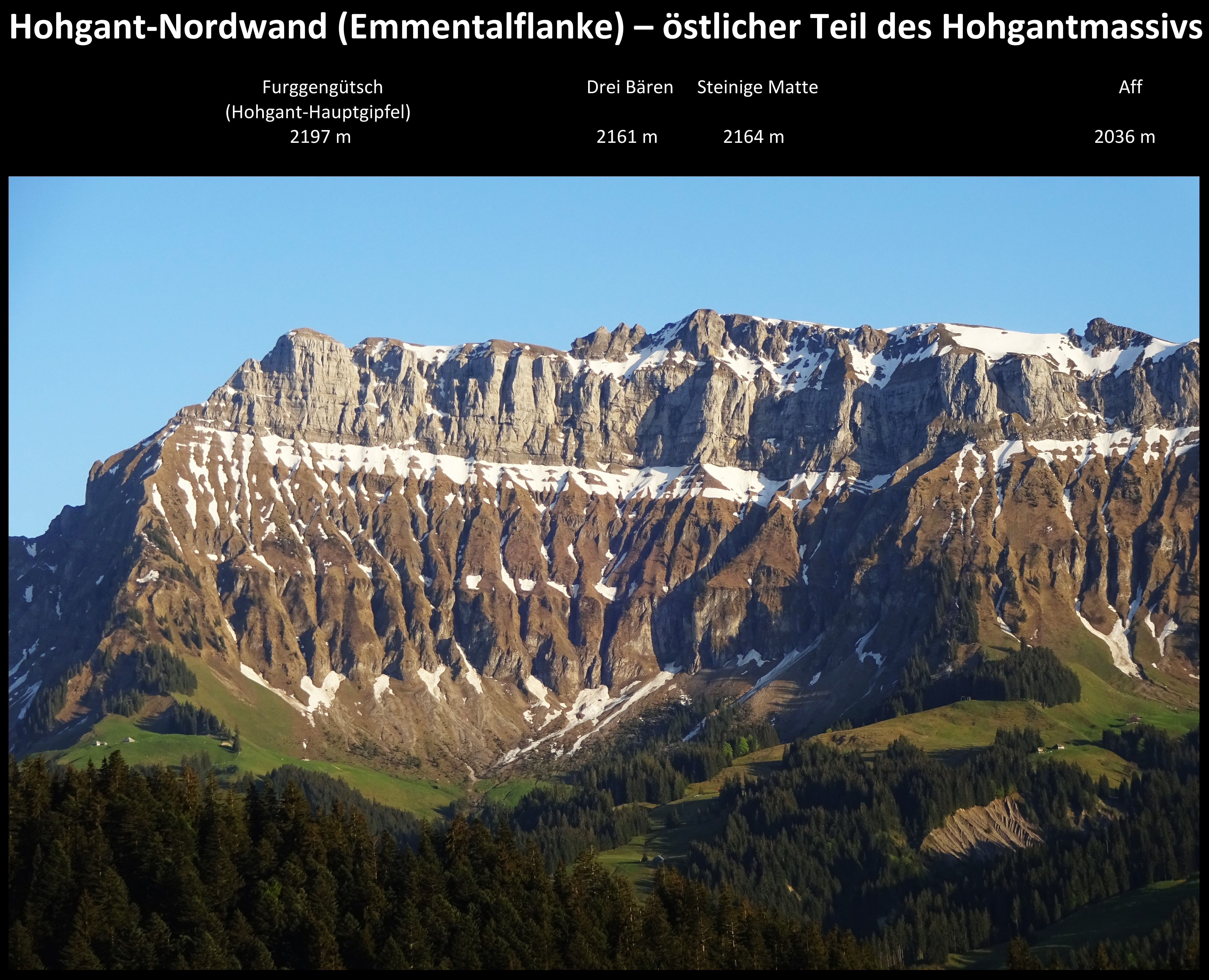
Hohgant-Nordwand (Emmentalflanke hinter Schangnau) – östlicher Teil des Hohgantmassivs
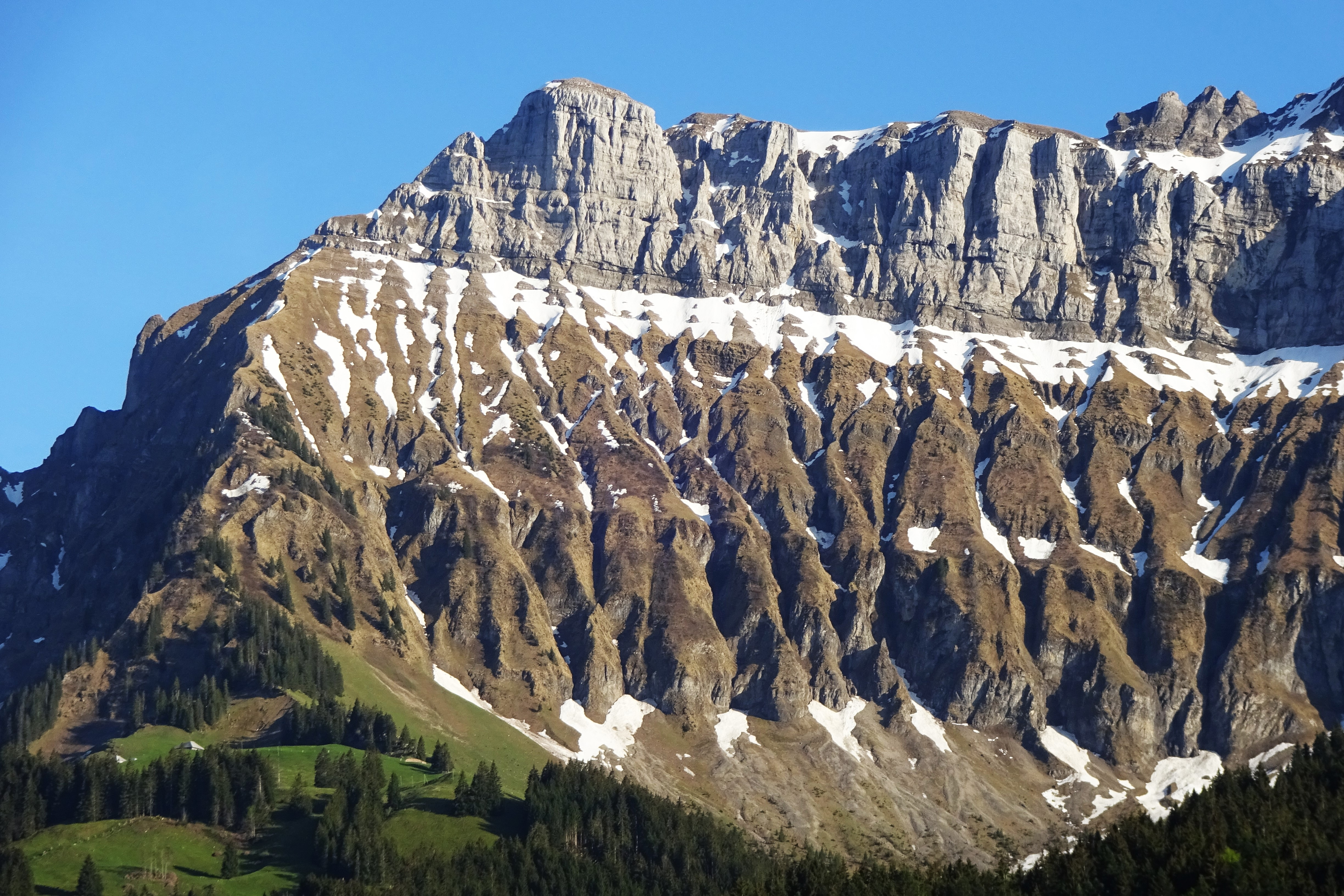
Hohgantmassiv, östliches Ende mit dem Hauptgipfel Furggengütsch (Mitte links) und den Drei Bären (rechts)

## Geologie
Aus geologischer Sicht besteht der Hohgant aus Sedimenten des Helvetikums, die vor rund 225 bis 65 Millionen Jahren am nördlichen Rand des Urmittelmeeres Tethys abgelagert wurden. Diese Schichten wurden erst relativ spät, vor ungefähr 20 Millionen Jahren, in die Alpenfaltung mit einbezogen. Als Abscherungs- und Überschiebungshorizont dienten die inkompetenten Flysche und Mergel des Ultrahelvetikums. Heute sind am Nordhang des Hohgant folgende Schichten erkennbar:
- Subalpine Molasse und Flyschzone in den relativ sanft geneigten unteren Hangbereichen (von ausgedehnten Alpweiden bestanden)
- Kieselkalk des Hauterivium und Drusbergschichten des Barremium, teils grasbewachsene, teils mit Flühen durchsetzte Steilhänge
- Schrattenkalk des Aptium, eine markante, bis 200 m mächtige hellgraue Kalksteinschicht
- Hohgantsandstein, bildet den Gipfelbereich des Hohgant und wurde vor rund 50 Millionen Jahren im Tertiär abgelagert.

Die Schichten fallen gegen Süden und Südosten ein. An denjenigen Stellen, wo der Schrattenkalk an der Oberfläche auftritt, konnten sich typische Karstphänomene wie beispielsweise Karrenfelder und Dolinen ausbilden. Im kalkigen Untergrund des Hohgant und der benachbarten Berge befindet sich mit der Siebenhengste-Hohgant-Höhle eines der grössten Höhlensysteme der Erde.

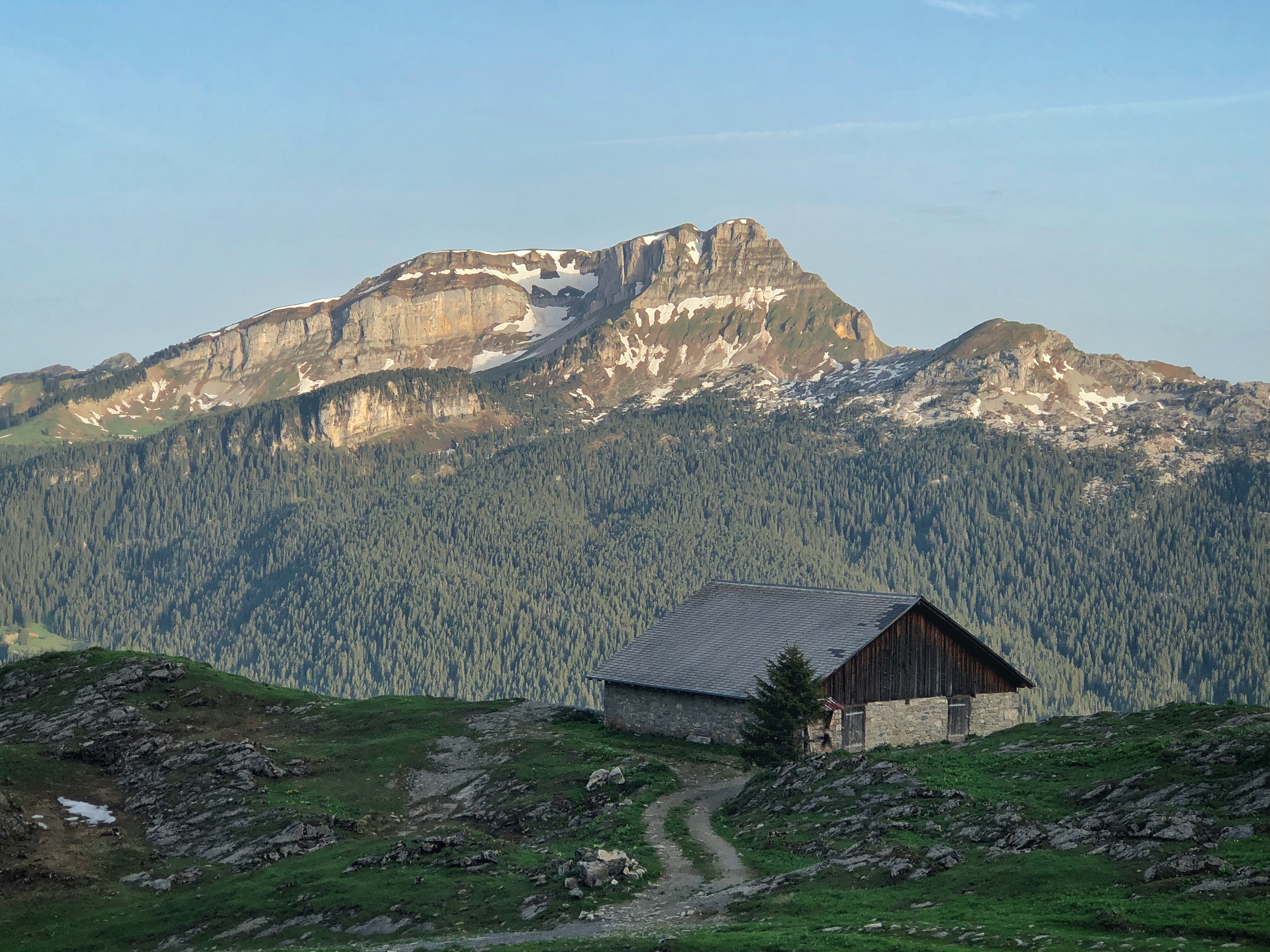
Die weniger steile und stark bewaldete Südseite des Hohgant von Ällgäu aus gesehen

Hohgant, vom Schibegütsch (Schrattenfluh) her gesehen.

## Flora und Fauna
An den Südabhängen des Hohgant befinden sich grössere Bergföhrenwälder, durchsetzt mit alpinen Rasen und einigen Moorgebieten. Die Flora im Gipfelbereich ist stark vom geologischen Untergrund abhängig, artenreiche Kalkalpenflora wechselt mit Vegetation ab, die sich auf verwittertem Sandstein etabliert hat. Am Hohgant gibt es mehrere Steinbockkolonien. Seit 1974 steht das Gebiet unter Naturschutz.